# Deliveroo
Deliveroo is een Britse internetdienst, waarmee fiets- of scooterkoeriers aan klanten maaltijden thuisbezorgen. De maaltijden, die afkomstig zijn van een reeks aangesloten partnerrestaurants, worden besteld via de website, of met een app voor iOS en Android. De onderneming werd in 2013 opgestart, en is intussen ook actief in andere Europese landen en Azië. In april 2021 kreeg het bedrijf een beursnotering aan de London Stock Exchange.
Andere gelijkaardige bedrijven zijn onder meer Just Eat Takeaway, Delivery Hero en UberEATS.

## Activiteiten
Deliveroo levert maaltijden van restaurants en boodschappen af bij klanten. In het vierde kwartaal van 2024 telde Deliveroo 163.000 restaurants waarvoor het de maaltijden bezorgde en voor 23.000 ondernemers boodschappen. In 2024 was de totale waarde van de afgeleverde maaltijden en boodschappen £ 7,4 miljard. Deliveroo krijgt hiervoor een vergoeding van ongeveer 25-30% van de afgeleverde waarde. De waarde per levering lag gemiddeld op £ 25.
Het bedrijf was op 31 december 2024 actief in 10 landen. De belangrijkste markten zijn het Verenigd Koninkrijk en Ierland waar iets meer dan de helft van de omzet werd gerealiseerd. Het bedrijf is verder actief in een beperkt aantal landen in West-Europa, het Midden Oosten en het Verre Oosten. De maaltijden worden bezorgd door 135.000 bezorgers (riders). 

### Resultaten
| Jaar | Netto-omzet  | Nettoresultaat | Aantal leveringen (×miljoen) |
| Jaar | (×£ miljoen) | (×£ miljoen)   | Aantal leveringen (×miljoen) |
| ---- | ------------ | -------------- | ---------------------------- |
| 2018 | 476          | –232           | 72                           |
| 2019 | 772          | –317           | 119                          |
| 2020 | 1163         | –226           | 174                          |
| 2021 | 1824         | –309           | 301                          |
| 2022 | 1975         | –294           | 299                          |
| 2023 | 2030         | –32            | 290                          |
| 2024 | 2072         | 3              | 296                          |

## Geschiedenis
Deliveroo's moederbedrijf, Roofoods Limited, werd reeds op 3 augustus 2012 in Londen opgericht door William Shu en Greg Orlowski. In 2015 breidde Deliveroo uit naar het buitenland, als eerste naar Berlijn, Dublin, Parijs en Amsterdam. Het bedrijf had al meer dan 1,5 miljard pond aan kapitaal opgehaald en zou medio 2020 zo'n £ 3 miljard waard zijn.
Vanaf 7 april 2021 zijn de aandelen genoteerd op de London Stock Exchange. Deliveroo heeft A en B aandelen en alleen de A aandelen zijn verhandelbaar. Ieder A aandeel geeft recht op een stem, maar een B aandeel heeft 20 stemrechten. Op de dag van de notering had Will Shu alle B aandelen in handen, dit was zo'n 6% van het totaal aantal uitstaande A en B aandelen, maar dit pakket vertegenwoordigde iets meer dan 57% van het stemrecht.
De activiteiten in Spanje werden op 29 november 2021 gestaakt.
In april 2025 heeft het Amerikaanse DoorDash een bod neergelegd van 180 pence, dat is £ 2,7 miljard in totaal, op alle aandelen Deliveroo.

### Nederland
Deliveroo was sinds september 2015 actief in Nederland en in 2020 was het actief in negentien steden. In dat laatste jaar waren er 3000 Deliveroo-koeriers actief en werkten 3000 Nederlandse restaurants samen met het platform.
Op 10 augustus 2022 kondigde Deliveroo het vertrek uit Nederland aan. Deliveroo is een consultatieproces begonnen, en de verwachting is dat zij eind november 2022 hun diensten in Nederland zullen beëindigen. Deliveroo is wereldwijd in 11 landen aanwezig en weet goed te floreren in markten waar zij de grootste of de één-na grootste bezorgpartij zijn, maar Nederland is goed voor slechts 1% van de omzet en het Britse bedrijf heeft hier te maken met sterke concurrentie in de vorm van Thuisbezorgd en Uber Eats. Op 30 november 2022 staakte Deliveroo daadwerkelijk zijn activiteiten.

### België
Deliveroo is sinds september 2015 actief in België. In 2020 ging het om dertien steden. Dat jaar waren er 3500 Deliveroo-koeriers actief en werkten 3000 Belgische restaurants samen met het platform. In de zomer van 2020 klaagde de horeca dat Deliveroo en andere maaltijdbezorgers commissies van 30% of zelfs meer op elke bestelling namen.
In februari 2019 ging Deliveroo een samenwerkingsverband aan met Child Focus om vermiste kinderen te helpen terugvinden door foto's van de vermiste kinderen op koerierstassen te plaatsen. In Hasselt lanceerde het bedrijf in samenwerking met The Recycling Network ook de mogelijkheid om maaltijden in herbruikbare verpakkingen te bestellen.

## Medewerkers

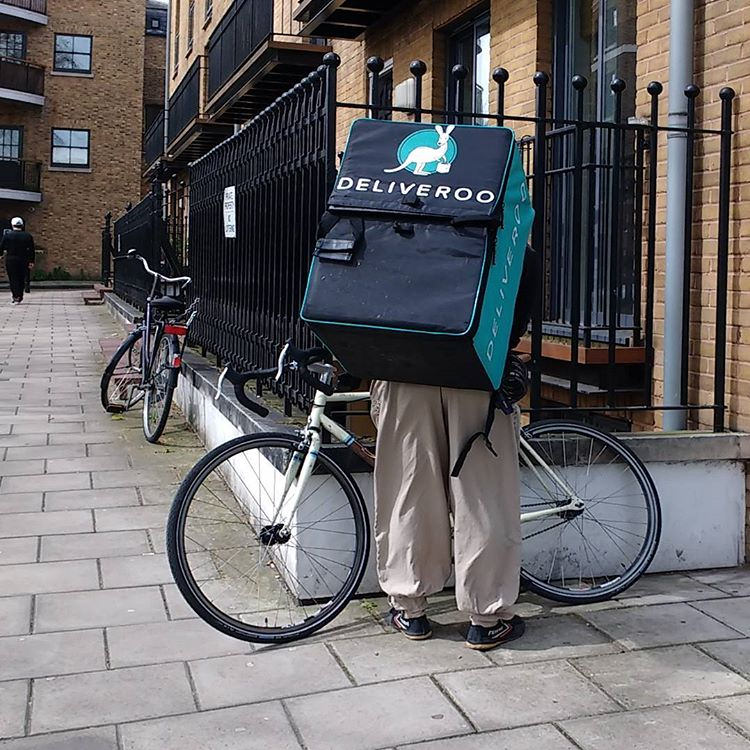
Deliveroo-fietskoerier

Net als andere bedrijven in de platformeconomie zoals Uber werd ook Deliveroo geconfronteerd met de vraag of de medewerkers beschouwd worden als werknemers of als zelfstandige ondernemers (ZZPer).  

### Nederland
Fietskoeriers bij Deliveroo werken op zelfstandige basis, dus zonder arbeidsovereenkomst, maar worden beschouwd als schijnzelfstandigen. Dit heeft aanleiding gegeven tot conflicten zoals stakingen en rechtszaken.
Op 23 juli 2018 oordeelde de rechtbank Amsterdam dat een Deliveroo-koerier niet in loondienst was. Op 15 januari 2019 oordeelde een andere rechter van dezelfde rechtbank dat bezorgers wel in loondienst zijn. Tegen deze laatste uitspraak is Deliveroo in hoger beroep gegaan. In maart 2024 sprak de Hoge Raad alsnog uit dat de bezorgers werknemers waren.

### België
In oktober 2017 brak een sociaal conflict uit bij Deliveroo toen de directie de fietskoeriers eenzijdig verplichtte om zelfstandige te worden en om te werken voor een stukloon (per rit) in plaats van een uurloon. De werknemer-koeriers – op dat moment nog de meerderheid – kregen tot 31 januari 2018 om over te stappen. Tijdens het conflict verkreeg Deliveroo van de regering-Michel I erkenning als zogenaamd elektronisch platform in de deeleconomie. Daardoor kon het bedrijf ook gebruik gaan maken van 'niet-beroepsmatige' koeriers, die in het recent ingevoerde platformstatuut goedkope arbeidskracht konden leveren (grotendeels onbelast, zonder opbouw van sociale rechten). Deze belastingregeling van de deeleconomie, die koeriers toeliet tot 6.000 euro belastingvrij te verdienen, werd in april 2020 door het Grondwettelijk Hof nietig verklaard. Vanaf 2021 moeten personen die gebruikmaken van deze regeling een belasting van 10% op hun inkomen betalen. Deliveroo zegde begin 2021 toe om, in overleg met minister Clarinval, mee te werken aan een beter statuut voor de koeriers.

## Documentatie
- Homo Deliveroo, Herman Loos